# Orgullo de Tel Aviv
El Orgullo de Tel Aviv (en hebreo: מצעד הגאווה בתל אביב, en árabe: فخر تل أبيب) es una serie de eventos de una semana de duración en Tel Aviv que tiene lugar la segunda semana de junio, como parte de la celebración internacional del Mes del Orgullo LGBT. El evento clave es la Marcha del Orgullo Gay en sí, que atrae a más de 250 000 asistentes.[cita requerida] A partir de junio de 2019, es el desfile LGBT más grande del Medio Oriente.

## Antecedentes
Los derechos de la comunidad LGBT en Israel a progresado drásticamente desde los años posteriores al Mandato Británico sobre Palestina, cuando se prohibió la homosexualidad. La cláusula establecía que "todo hombre que permitiera a otro hombre tener relaciones sexuales con él se arriesgaba a una pena de hasta diez años de prisión". En la década de 1960, el ministro del Interior de Israel Yosef Burg describió la frase de "judíos homosexuales" como un oxímoron, dado el rechazo bíblico del comportamiento queer. Esto proporciona un marco para las percepciones negativas de la homosexualidad entre los políticos israelíes en el pasado. El código legal en Israel que una vez prohibió la homosexualidad fue cambiado el 22 de marzo de 1988, despenalizando efectivamente ser gay.

### Desfile del Orgullo
El primer evento que muchos consideran el primer evento del Orgullo que tuvo lugar en Israel fue una protesta en 1979 en la Plaza Kings of Israel. La primera vez que se llevó a cabo el Desfile del Orgullo Gay de Tel Aviv fue en 1993.
El desfile se reúne y comienza en Meir Park, luego viaja a lo largo de Bugrashov Street, Ben Yehuda Street y Ben Gurion Boulevard, y culmina en una fiesta en Charles Clore Park en el paseo marítimo. Se informaron 200 000 participantes en 2016, lo que lo convierte en uno de los más grandes del mundo. El desfile es la mayor celebración del orgullo en Asia continental y atrajo a más de 200 000 personas en 2017, aproximadamente 30 000 de ellos turistas. Se informaron más de 250 000 participantes tanto en 2018 como en 2019. A partir de junio de 2019, es el evento LGBTQ más grande de Asia y también la primera ciudad de Israel en albergar un desfile del Orgullo. También se realizan desfiles del orgullo anuales más pequeños en Jerusalén, Haifa y Be'er Sheva.

## Como parte de la cultura de Tel Aviv
En los primeros años de la marcha, la mayoría de participantes tenían motivaciones políticas. Más tarde, a medida que creció el desfile, las personas que participaron llegaron con la idea de que debería centrarse en los derechos LGBT, la igualdad y la representación igualitaria, y no debería usarse como escenario para políticas radicales.[cita requerida] Gradualmente, el desfile llegó a ser menos político debido a la escala y diversidad de participación. En los últimos años, la reputación de inclusión del desfile, junto con el estatus de clase mundial de Tel Aviv como un destino gay-friendly y una de las mejores ciudades para fiestas, atraído a más de 100 000 participantes, muchos de ellos de todo el mundo.[cita requerida]
Para el año 2000, el desfile había pasado de ser una manifestación política a convertirse más en un evento de entretenimiento social y una celebración callejera.
El undécimo desfile del Orgullo Gay de Tel Aviv, que tuvo lugar en 2008, estuvo acompañado por la apertura del Centro LGBT en Tel Aviv.[cita requerida] Este es el primer centro gay municipal en Israel, cuyo propósito es brindar servicios específicos para miembros de la comunidad LGBT de la ciudad, como atención médica, eventos culturales, reuniones de diferentes grupos LGBT, una cafetería y muchos otros.
Durante el desfile del Orgullo Gay de 2009, que coincidió con la celebración del centenario del establecimiento histórico de Tel Aviv como ciudad, cinco parejas del mismo sexo se casaron en lo que la celebridad israelí Gal Uchovsky llamó "la boda del siglo".[cita requerida]
El desfile del 10 de junio de 2011 creció a un estimado de 100 000 participantes e incluyó a representantes oficiales de grupos LGBT de compañías globales como Google y Microsoft.[cita requerida]
En 2012, el desfile atrajo a más de 100 000 personas, lo que lo convirtió nuevamente en el evento del orgullo gay más grande de Medio Oriente y Asia.[cita requerida] El Ministerio de Turismo de Israel anuncia el evento en todo el mundo, marcando a la ciudad de Tel Aviv como "el principal destino turístico LGBT". 
Para 2014, con una asistencia anticipada al desfile de 150,000, se tomó la decisión de trasladar la fiesta en la playa posterior al desfile de Gordon Beach a Charles Clore Park. El evento fue presentado por la actriz y supermodelo israelí Moran Attias, con actuaciones de Dana International, Mei Feingold y Ninet.[cita requerida]
En 2022, los activistas del orgullo del movimiento de sostenibilidad trabajaron para hacer que el desfile fuera ecológicamente sostenible.

## Críticas
En Israel, los grupos de activistas LGBT también han criticado al Ministerio de Turismo por asignar fondos de manera desproporcionada al turismo LGBT en comparación con las verdaderas organizaciones de activistas LGBT. En 2016, el Ministerio de Turismo gastó $3 millones en una campaña que concluyó con un comunicado de prensa que anunciaba un avión adornado con un arcoíris que el Ministerio iba a utilizar para transportar a blogueros y periodistas homosexuales a Israel. Mientras tanto, las organizaciones LGBT israelíes solo reciben una décima parte de la cantidad presupuestada para este anuncio anualmente. Este gasto desproporcionado enfureció a los líderes de las organizaciones LGBT e hizo que Chen Arieli e Imri Kalman, quienes eran los copresidentes The Aguda – Israel's LGBT Task Force, el grupo de trabajo LGBT de Israel, para amenazar con cancelar el desfile. El desfile aún tuvo lugar ese año, pero el resultado principal de esta amenaza fue que el Ministerio de Turismo suspendió su presupuesto para atraer el turismo gay y agregó partidas separadas a su presupuesto para las organizaciones LGBT.

## Apoyo al desfile
Los defensores del Desfile del Orgullo sostienen que es un mecanismo efectivo para integrar a la comunidad LGBTQ en la sociedad israelí. Si bien el desfile podría haber resultado en un aumento de la homofobia y el sentimiento anti-gay, ha fomentado relaciones intergrupales positivas. El desfile también cuenta con el apoyo financiero y logístico del Ayuntamiento de Tel Aviv. Este fue el resultado de las solicitudes constantes realizadas por The Aguda – Israel's LGBT Task Force, el Grupo de trabajo LGBT de Israel, en los primeros cinco años de existencia del desfile.